# Natalia Vinogradova
Natalia Vinogradova –en ruso, Наталья Виноградова– (6 de marzo de 1975) es una deportista rusa que compitió en lucha libre. Ganó una medalla de bronce en el Campeonato Mundial de Lucha de 1998 y dos medallas en el Campeonato Europeo de Lucha, oro en 1993 y plata en 1997.

## Palmarés internacional
| Campeonato Mundial | Campeonato Mundial | Campeonato Mundial | Campeonato Mundial |
| Año                | Lugar              | Medalla            | Categoría          |
| ------------------ | ------------------ | ------------------ | ------------------ |
| 1998               | Poznań (Polonia)   | Medalla de bronce  | 62 kg              |
| Campeonato Europeo |                    |                    |                    |
| Año                | Lugar              | Medalla            | Categoría          |
| 1993               | Ivánovo (Rusia)    | Medalla de oro     | 57 kg              |
| 1997               | Varsovia (Polonia) | Medalla de plata   | 62 kg              |